# زياد نصر الدين
زياد نصر الدين هو طبيب أعصاب كندي من أصل لبناني قام بإنشاء تقييم مونتريال الإدراكي.

## سيرته الذاتية
هو مهاجر لبناني إلى كندا،  وتخرج من جامعة شيربروك، كيبيك، ثم أكمل زمالة في علم الأعصاب الإدراكي / السلوك العصبي في جامعة كاليفورنيا. في عام 1992، خلال برنامج إقامته، أدرك نصر الدين الحاجة إلى تقييم إدراكي أكثر شمولاً تم تكييفه للأطباء، وبالتالي طور أول اختبار شامل للفحص المعرفي. في عام 1996 ، بعد الزمالة ، قرر تعديل التقييم بحيث يكون مختصر وشامل بحيث يكون التشخيص أسرع بكثير يتم تكييفه مع عيادات الخط الأول ذات العدد الكبير من المرضى. 